# 沈雁
沈雁（1960年4月9日—2020年12月），原名周美麟 ，女，台灣歌手、演員、主持人，是1979年至1987年的當紅影、視、歌三棲玉女明星，與當年歌林唱片旗下歌手江玲（原名蔣美玲）和海山唱片旗下歌手銀霞並列華人國語歌壇第一代「玉女偶像掌門人」。

## 生平
沈雁的父親籍貫湖南，在台警界服務直至退休；母親是泰雅族人，曾任職國小教師。1978年，原名周美麟的沈雁畢業於西湖工商；在校期間，她曾被遴選加入學校儀隊，以及選派參加話劇、舞蹈的演出等。1979年，周美麟以第一名成績結訓於華視訓練中心第四期演藝訓練班，當時訓練班教師以成語「沉魚落雁」為她取了藝名「沈雁」，成為華視基本歌星。後來她因受邀拍攝洗髮精及唇膏廣告之緣故，以及經過歌林唱片的發掘網羅、並為她取英文藝名「Jean」、有計畫地大力栽培後，便開始嶄露頭角。1979年底，沈雁發行首張專辑《踏浪》，搭配電影《我踏浪而來》（秦漢、林鳳嬌主演，沈雁在此片中有客串彈吉他短暫演出）的推出受到矚目；此片投資者兼音樂家左宏元為她另取了藝名「林蓁蓁」，但此名只配合電影宣傳了一次，從此就未曾再採用。沈雁出道走的是文靜、夢幻路線。1980年，沈雁隨《我踏浪而來》宣傳，到香港參加香港電台舉辦之活動「青春交響曲之夜」，與鍾鎮濤首次同場合作演出，吸引了數萬名香港歌迷一睹風采；也讓沈雁在短時間內橫掃台、港兩地，並與香港寶麗金唱片簽約，灌錄粵語歌〈愛神的影子〉（與區瑞強合唱）。
1981年，沈雁離開歌林唱片，跳槽綜一公司。同年7月，沈雁以一曲〈一串心〉（孫儀作詞、劉家昌作曲）搭配電影主演《蹦蹦一串心》，紅遍當時台灣大街小巷，登上歌壇的高峰。後來沈雁除了主演多部愛情文藝喜劇電影之外，在1982年10月，沈雁還暫時離開華視，首次挑大樑主持台視綜藝節目《雁在林梢》，並由剛出道的胡瓜（胡自雄）擔任助理主持人和串場短劇演員。此時沈雁已成為影視歌三棲的當紅明星。
但1982年中，台灣掀起了日本流行曲的模仿風氣，國語歌壇的「東洋風」型玉女偶像林慧萍、金瑞瑤、楊林陸續崛起，沈雁的偶像地位開始動搖；再加上沈雁經紀人夏春湧與元配因感情問題鬧離婚、以及沈雁也與昔日男友分手的不當聯想，部份不肖傳媒趁機臆造渲染清純玉女明星介入別人家庭的第三者緋聞惡意報導；讓沈雁在民風相對保守的年代聲勢大受影響，美好形象也無奈遭到波及與破壞。1987年，沈雁在佳琳唱片發行最後一張個人專輯《四季》後，淡出歌壇。1989年之後，沈雁接受親戚介紹之華裔港籍男友的熱烈求婚，婚後移民美國，在紐約市經營花店，生有一女（網路誤傳二子）。在美國的歌迷到紐約時，也曾到花店與沈雁不期而遇；但沈雁歡迎歌迷來買花，卻輕聲婉拒拍照。且沈雁不定期回台訪友探親，據悉她仍然留著一頭飄逸長髮，稍稍豐腴一點，外型沒什麼改變，過著很愜意的生活。
2001年，潘安邦、張正藍等老友在台北喜來登大飯店巧遇沈雁，當晚三人跳完迪斯可後還互留電話。2004年，沈雁婉拒潘安邦演唱會的邀請，也對台灣歌迷表達暫無復出歌壇的想法。
2020年，有台灣影迷/歌迷期盼沈雁暫離COVID-19疫情嚴重的紐約，回到相對安全的故鄉台灣，讓所有想念她的鄉親好友都能知曉她安然無恙；但行事低調的沈雁及其家人，並沒有做出回應。
2021年2月5日，台灣媒體突然報導，2020年聖誕節前沈雁已在美國去世，享壽60歲（註：沈雁正確登記出生日期1960年在華視官方的第四期演藝訓練班有正式紀錄）。沈雁好友楊慶煌接受《蘋果新聞網》專訪時透露，2020年聖誕節前，沈雁和家人到德州玩，因身體不舒服而先行回飯店休息；家人回飯店時，發現她已離世。2021年1月22日，國際佛光會替沈雁舉辦告別式，不少演藝圈的好友也前往追悼。儘管如此，由於沈雁家屬從未對外公開說明，沈雁的確切去世日期、地點、原因至今依然成謎。

## 音樂作品

### 唱片
| 發行日期       | 專輯名稱                | 唱片公司                                               | 曲目 |
| -------------- | ----------------------- | ------------------------------------------------------ | --- |
| 1979年11月30日 | 踏浪                    | 歌林唱片                                               | 曲目 1. 踏浪 1. 一首小詩 1. 願你與我同行 1. 大海就在前方 1. 愛在我心中 1. 一朵玫瑰花 1. 我踏浪而來 1. 風兒多麼羨慕牠 1. 藍藍的天宇 1. 蓮花好 1. 草原青又青 1. 願你記得我 |
| 1980年8月      | 在這裡                  | 歌林唱片                                               | 曲目 1. 在這裡 1. 浮萍 1. 山頭牧歌 1. 春風對我關懷 1. 想讓你知道 1. 海之雁 1. 長夏的風鈴 1. 我想問你 1. 倦鳥 1. 夢裡也會笑 1. 秋去匆匆 1. 心語                           |
| 1980年10月     | 沈雁之歌-你說過(新馬版) | 寶麗金唱片                                             | 曲目 1. 你說過 1. 蘭花草 1. 想讓你知道 1. 河堤之戀 1. 蓮花好 1. 信任 1. 在這裡 1. 愛在我心中 1. 走在長堤上 1. 草原青又青 1. 踏浪 1. 心語 1. 鄰居 1. 奈何                 |
| 1981年7月25日  | 一串心                  | 綜一唱片                                               | 曲目 1. 一串心 1. 少女 1. 下吧 ! 小雨 1. 看月亮 1. 白雲悠悠 1. 燭光下 1. 蹦蹦一串心 1. 害羞的女孩 1. 訴情懷 1. 當你對我說再見 1. 相思豆 1. 未曾把你忘記                  |
| 1982年2月      | 俏如彩蝶飛飛飛          | 綜一唱片                                               | 曲目 1. 我的他 1. 小雨和我 1. 幽幽一個夢 1. 眼波 1. 相遇 1. 三月裡 1. 俏如彩蝶飛飛飛 1. 一個女孩的心意 1. 有一晚 1. 別問夕陽 1. 請你回頭 1. 待                           |
| 1982年8月      | 輕愁                    | 綜一唱片                                               | 曲目 1. 輕愁 1. 回答我 1. 每一天 1. 敲響愛的鐘 1. 小小紙鳶 1. 謎底 1. 雁在林梢 1. 依然懷念 1. 夏日的腳步 1. 拾起回憶 1. 淘氣姑娘 1. 浮雲                                 |
| 1983年3月      | 寒江秋水                | 綜一唱片                                               | 曲目 1. 不能遲到 1. 下一次的約會 1. 直到永遠 1. 許願流星 1. 實現你諾言 1. 下雨天 1. 直到永遠(男) 1. 寒江秋水 1. 如果這樣 1. 戀愛遊戲 1. 冷冷的春天 1. 不如歸             |
| 1984年1月      | 心中城堡                | 綜一唱片                                               | 曲目 1. 心中城堡 1. 情懷就是詩 1. 月亮在那裏 1. 一萬個捨不得 1. 我的一份情 1. 苦澀的呢喃 1. 挽著你 1. 遲來的沉默 1. 唱不完的老歌 1. 書箋                                 |
| 1985年         | 來自遙遠的港(新馬版)    | 華納唱片                                               | |
| 1986年         | 四季                    | 佳琳唱片製作 黑膠唱片由光美唱片發行 卡帶由上尚唱片發行 | 曲目 1. 把天畫藍 1. 越愛越傷心 1. 未曾約定 1. 靠近一些 1. 仙人掌 1. 對我說愛我 1. 回家的路上 1. 想 1. 再次的呼吸 1. 輕輕揮揮手                                           |

## 演出作品

### 電影
- 我踏浪而來（1980）（初試啼聲之作，僅出現二歌曲場景）

- 心酸酸（1980）又名“鄉情”

- 花飛花舞春滿城（1980）飾陳美枝

- 鬼馬五福星 (1980) 又名“烏龍行大運”

- 愛之抉擇（1980）

- 蹦蹦一串心（1981）

- 佳期鬧翻天 (1981) 又名“根號一七九 十三點三八”

- 俏如彩蝶飛飛飛（1982）飾方惠真

- 一線兩星大進擊（1982）

- 女子學校（1982）飾楊佳琳

### 電視劇
- 華視《圓環兄弟情》

- 華視《社會檔案》-床上木頭人 飾苗小蘭

- 華視《社會檔案》-還君明珠 飾王珊珊

- 台視《異鄉夢》飾簡美鳳

## 主持作品
- 台視《雁在林梢》（播出時間：1982年10月3日至1983年3月27日，每週日18:00~19:00）

- 台視台灣光復節特別節目《螢海摘星》（與石松、田文仲主持）

## 注解
1. ↑  沈雁正確登記出生日期1960年在華視官方的第四期演藝訓練班有正式紀錄。

## 外部連結
- 沈雁在互联网电影资料库（IMDb）上的資料（英文）

- 沈雁在香港影庫上的簡介

- 沈雁在豆瓣上的资料（简体中文）

- 沈雁在时光网上的簡介（简体中文）